# Pseudosphenoptera chimaera
Pseudosphenoptera chimaera là một loài bướm đêm thuộc phân họ Arctiinae, họ Erebidae.